# Google Squared

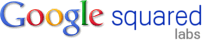
Logo de Google Squared.

Google Squared fue un producto de búsqueda semántica de Google. Se anunció el 12 de mayo de 2009 y fue lanzado en Google Labs el 3 de junio de 2009. Google Squared se canceló el 5 de septiembre de 2011.
Google Squared fue desarrollado en la oficina de Google de Nueva York. Ha sido considerado el primer esfuerzo importante por parte de Google de entender la información en la web y presentarla de nuevas maneras.
Google Squared extraía datos estructurados de la web y presentaba los resultados en un formato parecido al de una hoja de cálculo. Cada búsqueda devolvía un cuadro de resultados de búsqueda en columnas y atributos comunes que se asociaban con el tema de la búsqueda. Nathania Johnson de Search Engine Watch describió Squared como «muy posiblemente ... uno de los logros importantes de Google».